# Algayón
Algayón (en catalán, el Gaió) es una localidad española perteneciente al municipio de Tamarite de Litera, en La Litera, provincia de Huesca, Aragón. Está situado a una altitud de 293 m. 

## Historia
En las proximidades de Algayón se han encontrado varios poblados de origen íbero.
El topónimo "Algayón" denota una posible ascendencia árabe.
La primera referencia de Algayón se remonta al año 1391 y en ella se dice que pertenece a Tamarite de Litera.
En año 1834 Algayón crea su propio ayuntamiento, pero su independencia dura poco tiempo ya que en 1845 es agregado a Tamarite. 
Su población durante los siglos XV, XVI y XVII se mantuvo en 9 fuegos o casas, pasando a 27 en el siglo XIX. A principios de los años 70 del pasado siglo alcanzó el mayor número de habitantes, cifrándose éste en 932. Actualmente están censados 258.

## Geografía
Algayón se encuentra en la parte sur de La Litera, de relieves más suaves que la parte norte, propicia para el cultivo de la tierra y con núcleos de población rejuvenecidos por los flujos migratorios.
Localidades limítrofes son Altorricón, Binéfar y Tamarite de Litera.

## Economía
Sus principales fuentes de riqueza son la agricultura y la ganadería. Esta población es famosa por su aceite de oliva y su pan.

## Monumentos y lugares de interés
- Iglesia dedicada a San Andrés.
- Poblado íbero-romano de La Vispesa.
- Poblado íbero de La Roda.
- Manantial de Los Ullets.
- Casa de Isaac.
- Casa Lacambra.
- Casa Pau.
- Casa Rafa (María).
- Casa Oskator.
- Sanchimichi.

## Fiestas

### Fiestas Mayores
- San Mauri: 10 de julio.
- San Andrés: 30 de noviembre.
- Lanzamiento de pepino.

### Fiestas Menores
- Santa Águeda: 5 de febrero.
- Santa Rita: 22 de mayo.
- San Juan: 24 de junio.